# یوکللی
یوکللی (به انگلیسی: Ukulele) یک ساز زهی و زیرمجموعه‌ای از خانواده گیتار است. خاستگاه یوکللی از سدهٔ ۱۹ و زمانی بود که پس از ورود گیتار توسط پرتغالی‌ها به هاوایی، مردم هاوایی شکل ویژه‌ای از گیتار را برای خود ساختند.
یوکللی در اوایل سده بیستم در ایالات متحده محبوبیت زیادی یافت و از آن‌جا به دیگر نقاط جهان راه یافت. این ساز کوچک‌تر از گیتار است و چهار سیم در آن رواج دارد که به‌صورت بدنه کامل و حتی کات اوی (برش در بدنه برای دسترسی به فرت‌های زیرتر) ساخته می‌شود.
جنس سیم‌های آن معمولا نایلون است که نوع اصلی سیم برای این گیتار است امّا در نسخه های دیگری از این گیتار به جای نایلون از تیتانیوم، فلوروکربن و گات استفاده میشود. در یوکللی الکتریک هم از سیم های فلزی استفاده میشود که برای یوکللی آکوستیک مناسب نیستند. به هر حال امضای یوکللی، سیم های نایلونی است. جنس بدنۀ آن نیز چوبی است.